# Somonino (stacja kolejowa)
Somonino – stacja kolejowa w Somoninie, w gminie Somonino, w województwie pomorskim. Według klasyfikacji PKP ma kategorię dworca lokalnego. Przez stację przebiegają linie kolejowe nr 201 i 214. Na stacji zatrzymują się pociągi kursujące pomiędzy Kościerzyną, a Gdynią Główną.

## Ruch pasażerski
| Rok  | Wymiana pasażerska na dobę |
| ---- | -------------------------- |
| 2017 | 300-499                    |
| 2022 | 300-499                    |

Stacja posiada dwa perony, przy których znajdują się trzy krawędzie peronowe. W budynku dworcowym działa kasa biletowa. Za stacją w kierunku Gdyni tory rozwidlają się w kierunku Kartuz.
W 2010 cześć semaforów kształtowych została zastąpiona semaforami świetlnymi. W 2014 Stacja przeszła modernizację, która objęła wymianę nawierzchni torów nr 1 i 2, wymianę rozjazdów oraz budowę nowego peronu. Budynek dworca w roku 2015 został przekazany samorządowi gminnemu.

## Linie kolejowe
Somonino jest węzłem kolejowym, w którym krzyżują się dwie linie kolejowe: linia 201 Nowa Wieś Wielka – Gdynia Port Centralny i czynna jedynie dla ruchu towarowego linia 214 Somonino – Kartuzy. Po zamknięciu dla ruchu pasażerskiego linii Somonino – Kartuzy, stacja Somonino jest wykorzystywane głównie jako mijanka.